# تهيجس بيرمان
تهيجس بيرمان هو عالم نفس وصحفي وسياسي هولندي، ولد في 26 سبتمبر 1957 في كوفردن في هولندا. نشط حزبياً في حزب العمل. في انتخابات البرلمان الأوروبي 2004، انتخب عضو في البرلمان الأوروبي عن دائرة هولندا (دائرة انتخابية للبرلمان الأوروبي) لترشحه ضمن قائمة حزب العمل، وقد انضم خلال فترته النيابية (20 يوليو 2004 – 13 يوليو 2009) للكتلة البرلمانية التحالف التقدمي للاشتراكيين والديمقراطيين وفي انتخابات البرلمان الأوروبي 2009، انتخب عضو في البرلمان الأوروبي عن دائرة هولندا (دائرة انتخابية للبرلمان الأوروبي) لترشحه ضمن قائمة حزب العمل، وقد انضم خلال فترته النيابية (14 يوليو 2009 – 30 يونيو 2014) للكتلة البرلمانية التحالف التقدمي للاشتراكيين والديمقراطيين.

## وصلات خارجية
- تهيجس بيرمان على موقع IMDb (الإنجليزية)
- تهيجس بيرمان على موقع قاعدة بيانات الفيلم (الإنجليزية)